# 韦涅
韦涅（法語：Veigné，法語發音：[vɛɲe] ⓘ）是法国安德尔-卢瓦尔省的一个市镇，位于该省中部偏南，属于图尔区。

## 地理
韦涅（47°17'15"N, 0°44'15"E）面积26.58 平方千米，位于法国中央-卢瓦尔河谷大区安德尔-卢瓦尔省，该省份为法国中西部省份，北起萨尔特省、东北接卢瓦-谢尔省，东南接安德尔省，南至维埃纳省，西临曼恩-卢瓦尔省。
与韦涅接壤的市镇（或旧市镇、城区）包括：尚布赖莱图尔、埃夫尔、茹埃莱图尔、蒙巴宗、蒙镇、圣布朗、索里尼。

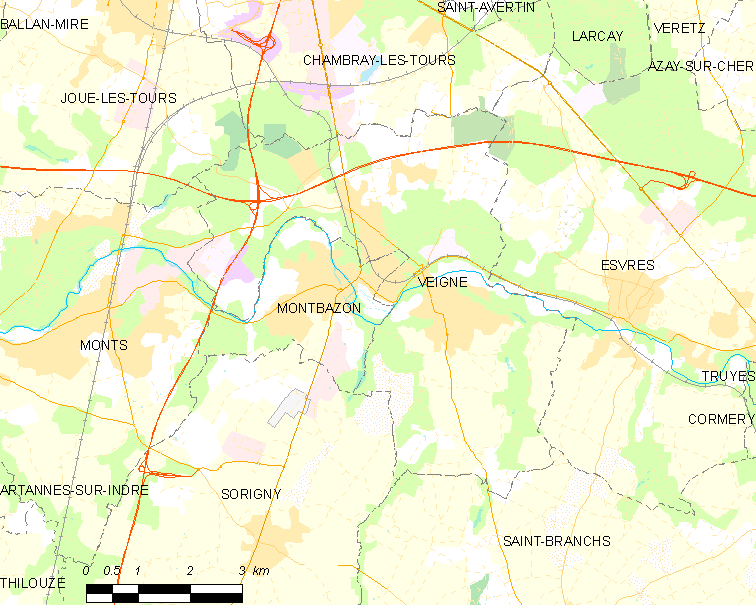
韦涅的OSM定位图

韦涅的时区为UTC+01:00、UTC+02:00（夏令时）。

## 行政
韦涅的邮政编码为37250，INSEE市镇编码为37266。

## 政治
韦涅所属的省级选区为蒙镇县。

## 人口

1962-2008年间韦涅人口变化图示

韦涅于2022年1月1日时的人口数量为6734人。